# Вигла
Вигла (грч. Βίγλα) је насељено место у општини Преспа у периферији Западна Македонија, Грчка. Према попису из 2021. године било је без становника.
Вигла је била колибарско сточарско насеље које су подигли мештани села Писодери. На попису из 1928. насеље је имало 228 становника. Село се раније звало Каливија Писодерију (Писодерске Колибе).